# Torres de Berrellén
Torres de Berrellén è un comune spagnolo di 1 374 abitanti situato nella comunità autonoma dell'Aragona.